# Spydeberg (localitate)
Spydeberg este o localitate din comuna Spydeberg și Hobøl, provincia Østfold, Norvegia, cu o suprafață de 3,47 km² și o populație de 5.246 locuitori (2013).